# Z miasta Łodzi
Z miasta Łodzi – polski film dokumentalny o mieście Łodzi z 1968 roku, w reżyserii Krzysztofa Kieślowskiego (jego film dyplomowy).

## Realizacja
Dźwięk: Krystyna Pohorecka
Kierownictwo produkcji: Stanisław Abrantowicz, Andrzej Cylwik
Produkcja: WFD
35 mm czarno-biały, 17 min 21 s